# Amaurobius annulatus
Espèce
Synonymes
- Ciniflo annulatus Kulczyński, 1906

Amaurobius annulatus est une espèce d'araignées aranéomorphes de la famille des Amaurobiidae.

## Distribution
Cette espèce est endémique du Monténégro.

## Publication originale
- Kulczyński, 1906 : Aranearum species novae tres in Dalmatia a Dre Cornelio Chyzer lectae. Annales Historico-Naturales Musei Nationalis Hungarici, vol. 4, p. 157-164.